# 남세균
남세균(藍細菌) 또는 남조세균(藍藻細菌)은 광합성을 통해 산소를 만드는 세균을 일컬으며, 라틴어 계열의 언어로는 시아노박테리아(cyanobacteria)라고 한다. 이전에는 남조류(藍藻類, blue-green algae)라고 부르고 진핵생물로 분류하였으나 현재는 원핵생물로 분류하고 있다. 물이 있는 곳 어디든지 살 수 있다.

남조류 생물체의 세포 구조.

## 특징
원핵식물로 조류에 속하는 이들은 거의가 단세포, 군체 및 실 모양인 다세포체를 이룬다. 편모는 없고 분열법·포자법 등으로 무성 생식을 한다. 때로는 물 속에서 폭발적인 증식을 하여 물의 색깔을 변하게 하기도 한다.
지구 역사상 최초로 광합성을 시작한 생물이다.
남세균이 지구에서 산소를 만들어 내면서 생명체에게 중요하다고 볼 수 있다. 이산화탄소, 메탄과 같은 온실가스 등을 이용하여 산소를 만들어낸다. 남세균의 광합성으로 인해 지금도 바다에 산소를 공급하고 있는 것은 물론 대기 산소 농도를 급증시켜 오존층을 형성하여서 지표에 도달하는 자외선을 차단하게 되었다. 그로 인해서 해상 → 육상생물이 생길 수 있는 결과까지 이어지게 되었다.

### 구조
남조식물은 세균류와 마찬가지로 핵이 없으므로 '무핵 생물'이라고 일컬어지기도 하나, 실제로는 세포 내에 핵물질인 디옥시리보핵산(DNA)을 가지므로, 아직 분화되지 않은 핵, 즉 원시적인 핵을 가졌다 하여 세균류와 같이 원핵생물로 다루어진다. 또한 남조식물과 세균류는 모두 분열에 의해서 번식하므로 '분열 식물'이라고도 한다. 일반적으로 남조식물문에는 남조강의 1강이 속하는데, 남조강은 다시 몸의 구조나 생식 방법 등의 차이에 의해 크로오코쿠스목·카마에시폰목·흔들말목으로 나뉜다.

## 분류학
현재 알려져 있는 남조식물은 약 150속 2,000종이다. 이들은 바닷물이나 민물에 살며, 또 토양속이나 나무 줄기 위 등에서도 산다. 일반적으로 물이 있는 곳이면 어디에서든지 살 수 있어서, 눈속에서 사는 것도 있고, 또 80°C 이상의 뜨거운 온천 속에서 사는 것도 있다. 또한 같은 종류가 한대나 온대, 그리고 열대에 모두 분포되어 있는 경우도 있다. 이와 같은 남조식물은 모두 다음과 같은 특징을 갖는다.
- 세포 내에 핵·엽록체·미토콘드리아·액포 등의 세포 기관이 분화되어 있지 않다.
- 동화 색소로는 엽록소 a와 남조소, 홍조소 등의 피코빌린 색소를 갖고 있다. 이들 색소는 틸라코이드라는 납작한 주머니 모양의 구조물 안이나 표면에 붙은 상태로 세포 속에 흩어져 있다.
- 광합성 결과 체내에 저장되는 동화 물질은 남조 녹말이다.
- 세포벽을 구성하는 주요 물질은 뮤코펩티드라는 화합물이며, 세포벽 바깥쪽에는 점질물의 층이 있다.
- 무성 생식만을 하며, 유성 생식에 대해서는 전혀 알려져 있지 않다.
- 생식 세포에는 편모가 없어서 헤엄을 칠 수가 없다.

### 하위 분류
- 남구슬말목 또는 소구체목 (Chroococcales)
- Chroococcidiopsidales
- Gloeobacterales
- 구슬말목 또는 줄구슬말목 또는 염주말목 (Nostocales)
- 흔들말목 (Oscillatoriales)
- 플레우로캅사목 또는 굳은막말목 (Pleurocapsales)
- Spirulinales
- Synechococcales

## 역사
유성 생식이 전혀 알려져 있지 않은 점으로 미루어 보아, 남조식물은 조류 가운데서도 가장 원시적인 무리로 생각되고 있다. 실제로, 현재 알려져 있는 확실한 화석 기록에 의하면, 가장 오래된 것으로 보이는 화석은 약 35억 년 전의 것으로, 세균류나 남조식물 비슷한 것이었다. 또, 약 19억 년 전의 지층에서 나온 화석은 현존하는 흔들말류와 아주 비슷하다.

## 같이 보기
- 세균 문
- 바이오디젤